# Sátiro Dias
Sátiro Dias là một đô thị thuộc bang Bahia, Brasil. Đô thị này có diện tích 974,549 km², dân số năm 2007 là 19856 người, mật độ 20,4 người/km².